# Гипотеза Даффина — Шаффера
Гипотеза Даффина — Шаффера — подтверждённая гипотеза в теории метрических чисел, предложенная Ричардом Даффином и Альбетром Шеффером в 1941 году: для всякой функции {\displaystyle f\colon \mathbb {N} \to \mathbb {R} ^{+}} почти для всех {\displaystyle \alpha } (относительно меры Лебега) неравенство:
{\displaystyle \left|\alpha -{\frac {p}{q}}\right|<{\frac {f(q)}{q}}}
имеет бесконечно много решений во взаимно простых числах {\displaystyle p,q} ({\displaystyle q>0}) тогда и только тогда, когда:
{\displaystyle \sum _{q=1}^{\infty }f(q){\frac {\varphi (q)}{q}}=\infty },
где {\displaystyle \varphi (q)} — функция Эйлера.
Полное доказательство дано в 2019 году Димитрисом Кукулопулосом и Джеймсом Мейнардом.

## История
Из леммы Бореля — Кантелли следует, что если рациональные приближения существуют, то ряд расходится. Обратное утверждение составляет суть данной гипотезы.
Было получено много доказательств частных случаев гипотезы Даффина — Шеффера. В 1970 году Пал Эрдёш установил, что гипотеза верна, если существует константа {\displaystyle c>0} такая, что для каждого целого числа {\displaystyle n} или {\displaystyle f(n)=c/n}, или {\displaystyle f(n)=0}. В 1978 году Джеффри Ваалером усилил этот результат на случай {\displaystyle f(n)=O(n^{-1})}. Хейнс, Поллингтон и Велани в 2009 году ещё более усилили результат, гипотеза верна, если существует число {\displaystyle \varepsilon >0}, такое что ряд:
{\displaystyle \sum _{n=1}^{\infty }\left({\frac {f(n)}{n}}\right)^{1+\varepsilon }\varphi (n)=\infty }.
В 1990 году был доказан многомерный аналог гипотезы.
В 2006 году Бересневич и Велани доказали, что аналог гипотезы Даффина — Шеффера для меры Хаусдорфа эквивалентен исходной гипотезе Даффина — Шеффера, которая априори слабее.
Полное доказательство опубликовано Кукулопулосом и Мейнардом в 2019 году.